# Steve Armstrong
Steven James (16 de marzo de 1965), más conocido por su nombre en el ring de Steve Armstrong, es un luchador profesional y es el hijo del legendario "Bullet" Bob Armstrong. Él tiene tres hermanos que también luchan: Scott, Brad y Brian.

## Carrera
Steve Armstrong comenzó a luchar en 1983 en la sede de Southeast Championship Wrestling en Alabama. Él formó un equipo llamado "Rat Patrol" con Johnny Rich y tuvieron un feudo con Ron Fuller, Stud Stable (Jerry Stubbs y Arn Anderson).

## En lucha
- Movimientos finales

- Missile dropkick

## Campeonatos y logros
- Championship Wrestling from Florida

- NWA Florida Bahamian Championship (1 vez)
- NWA Florida Tag Team Championship (1 vez) - con Tracy Smothers

- Southeastern Championship Wrestling

- NWA Southeastern Tag Team Championship (8 veces) - con Johnny Rich (4), Tracy Smothers (2), Tommy Rich (1), y Bob Armstrong (1)

- World Championship Wrestling

- WCW United States Tag Team Championship (1 vez) - Tracy Smothers